# Lachnaia puncticollis
Lachnaia puncticollis es una especie de insecto coleóptero de la familia Chrysomelidae.
Fue descrita científicamente en 1840 por Chevrolat.